# Фоміних Неллі Василівна
!!!!!
Неллі Василівна Фоміних (до шлюбу Чиянова; 19 лютого 1942, Свердловск, РСФСР, СРСР) — радянська баскетболістка і тренерка. Чемпіонка світу. Заслужений майстер спорту (1966).

## Біографія
Виступала за команди «Уралмаш» (Свердловськ) і «Динамо» (Київ). У складі збірної РРСФР — бронзова призерка IV Спартакіади народів СРСР (1967). Кольори збірної СРСР захищала з 1964 до 1969. Два останні роки була капітаном команди. Дворазова чемпіонка світу і триразова чемпіонка Європи. Закінчила Свердловський радіотехникум і Київський державний інститут фізичної культури. 
Відразу після завершення ігрової кар'єри очолила київське «Динамо». На цій посаді працювала до 1985 року.

## Досягнення
- Чемпіон світу (1): 1964, 1967
- Чемпіон Європи (3): 1964, 1966, 1968